# کریستف والتس
کریستف والْتْس (آلمانی: Christoph Waltz؛ زادهٔ ۴ اکتبر ۱۹۵۶) بازیگر اتریشی-آلمانی است. او برای بازی در نقش افراد شرور و نقش‌های مکملش در فیلم‌های انگلیسی‌زبان از سال ۲۰۰۹ مشهور است؛ او عمدتاً در ایالات متحده فعالیت دارد. افتخارات او شامل دو جایزهٔ اسکار، دو جایزهٔ گلدن گلوب و دو جایزهٔ بفتا می‌شود.
نقش برجستهٔ والتس در آمریکا با فیلم جنگی حرامزاده‌های لعنتی (۲۰۰۹) ساختهٔ کوئنتین تارانتینو به‌دست آمد که او در آن نقش افسر اس‌اس، یعنی هانس لاندا را بازی کرد. او در دومین همکاریش با تارانتینو، نقش یک شکارچی جایزه‌بگیر را در وسترن جنگوی زنجیرگسسته (۲۰۱۲) ایفا کرد. والتس برای هر یک از این نقش‌ها برندهٔ جایزهٔ  اسکار بهترین بازیگر نقش مکمل مرد شد. او در کمدی کشتار (۲۰۱۱) حضور داشت و برای بازی در فیلم زندگی‌نامه‌ای چشمان بزرگ (۲۰۱۴) نامزد جایزهٔ گلدن گلوب شد. او نقش انتقام‌جو از جیمز باند را در فیلم جاسوسی اسپکتر (۲۰۱۵) و دنباله‌اش زمانی برای مردن نیست (۲۰۲۱) ایفا کرد.

## کودکی
کریستف والتس در شهر وین به دنیا آمده‌است. پدرش، یوهانس والتس، متولد آلمان و مادرش، الیزابت اوربانکیک، متولد اتریش، هر دو طراحان لباس بودند. پدربزرگ مادری‌اش، رودولف فُن اوربان، روانشناس و روان‌پزشک بود و کتاب کمال سکس و شادی زناشویی نوشتهٔ اوست.

## حرفه
والتس در دانشکده Max Reinhardt Seminar در وین بازیگری خواند و همچنین در مؤسسه فیلم و تئاتر لی استراسبرگ در نیویورک حاضر شد. در سال ۲۰۰۰، اولین تجربه کارگردانیش را با کار تلویزیونی Wenn man sich traut به زبانی آلمانی آغاز کرد. قبل از اینکه با بازی در فیلم حرامزاده‌های لعنتی در ۲۰۰۹ مورد توجه قرار گیرد، در مجموعه تلویزیونی انگلیسی زبان درآمد نامشروع در سال ۱۹۹۰ بازی کرد.
در فیلم ۲۰۰۹ کوئنتین تارانتینو، حرامزاده‌های لعنتی، والتس نقش یک افسر آلمانی به نام هانس لاندا معروف به «شکارچی یهود» را به تصویر کشید. شخصیت لاندا ترکیبی از باهوش، مؤدب و مسلط به چند زبان و در عین حال خودخواه، زیرک، سنگدل و جنایتکار بود؛ چنان‌که تارانتینو گفته بود «قسمتی از فیلم‌نامه است که قابل بازی نباشد». وی بخاطر بازی در این فیلم، جایزه بهترین بازیگر را از جشنواره فیلم کن و جایزه گلدن گلوب بهترین بازیگر نقش مکمل مرد را دریافت کرد و مورد تحسین منتقدین قرار گرفت. در ادامه نیز یک جایزه اسکار و جایزه بفتا را برای بهترین بازیگر نقش مکمل مرد دریافت کرد. تارانتینو دربارهٔ نقش وی در این فیلم گفت: «فکر می‌کنم که شخصیت لاندا یکی از بهتری شخصیت‌هایی باشد که تاکنون نوشته‌ام یا در آینده خواهم نوشت و کریستوفر نقش آن را به خوبی بازی کرد. واقعاً اگر نمی‌توانستم بازیگر خوبی همچون کریستوفر را پیدا کنم، هرگز حرامزاده‌های لعنتی را نمی‌ساختم».
چندی بعد والتس در فیلم زنبور سبز نقش یک گانگستر را بازی کرد. فیلم بعدیش کشتار به کارگردانی رومن پولانسکی بود. سپس به همراه جیمی فاکس در فیلم دیگری از تارانتینو به نام جنگوی آزادشده بازی کرد. در این فیلم او نقش یک شکارچی آلمانی افراد خلافکار را بازی می‌کند. نقش‌آفرینی وی در این فیلم باعث شد مجدداً مورد تحسین منتقدین قرار بگیرد و جوایزی همچون گلدن گلوب، بفتا و جایزه اسکار را بخاطر بهترین نقش مکمل مرد ازآن خود کند.
در آوریل ۲۰۱۳ والتس به عنوان یکی از اعضای هیئت داوران جشنواره فیلم کن ۲۰۱۳ انتخاب شد.
در سال ۲۰۱۴ والتس را به عنوان یکی از اعضای هیئت داوران شصت و هفتمین جشنواره فیلم برلین انتخاب کردند.

## زندگی شخصی
کریستوف والتس به سه زبان آلمانی، فرانسوی و انگلیسی تسلط کامل دارد و در دو فیلم اخیرش، حرامزاده‌های لعنتی و جنگوی آزادشده به هرسه زبان دیالوگ‌هایش را بیان کرده‌است؛ اگرچه که در فیلم حرامزاده‌های لعنتی، شخصیتی که در حال بازی او بود، مقداری ایتالیایی هم صحبت می‌کند. البته طی مصاحبه‌ای والتس اعلام نمود که صدای قسمت ایتالیایی فیلم را خودش اجرا نکرده.

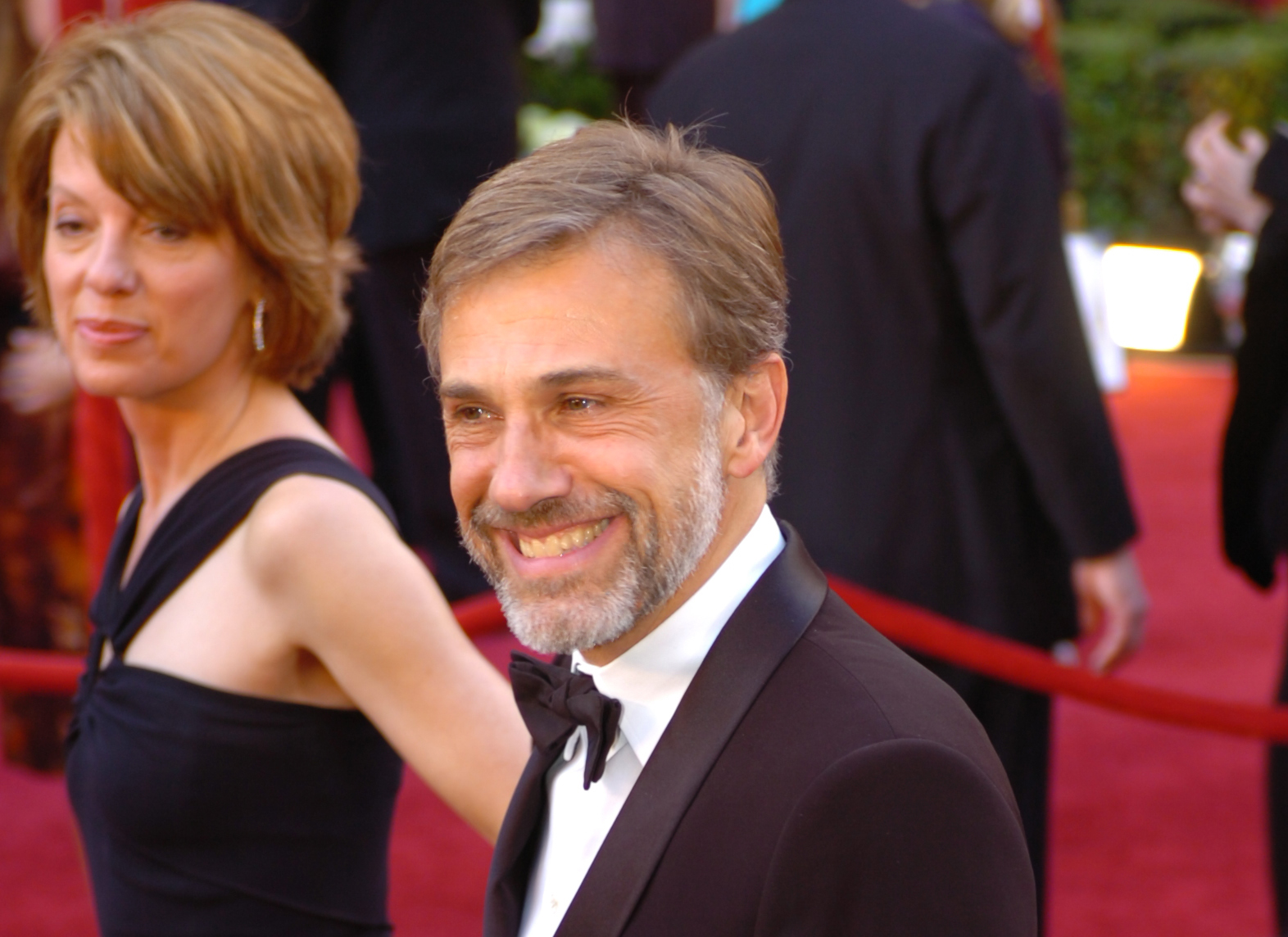
والتس و همسرش جودیس هالست

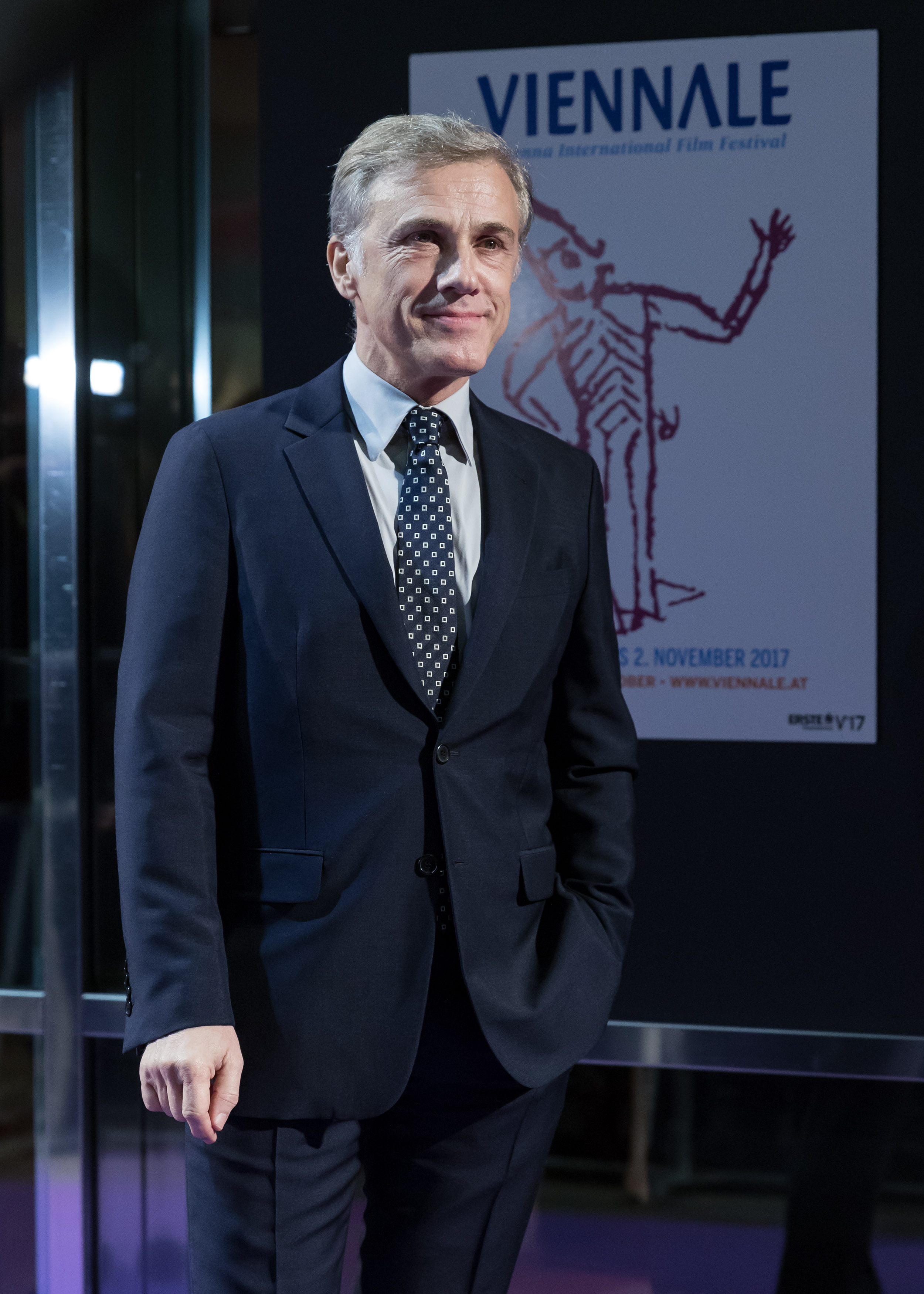
والتس در سال ۲۰۱۷

والتس چهار فرزند دارد. سه فرزند بزرگش از ازدواج قبلی دارد و هم‌اکنون نیز پدر دختر جوان‌ترش است که حاصل ازدواج دومش با جودیس هالست، طراح لباس آلمانی است.
والتس معمولاً زمان زندگی‌اش را بین دو شهر برلین و لس‌آنجلس تقسیم می‌کند.

## ملیت

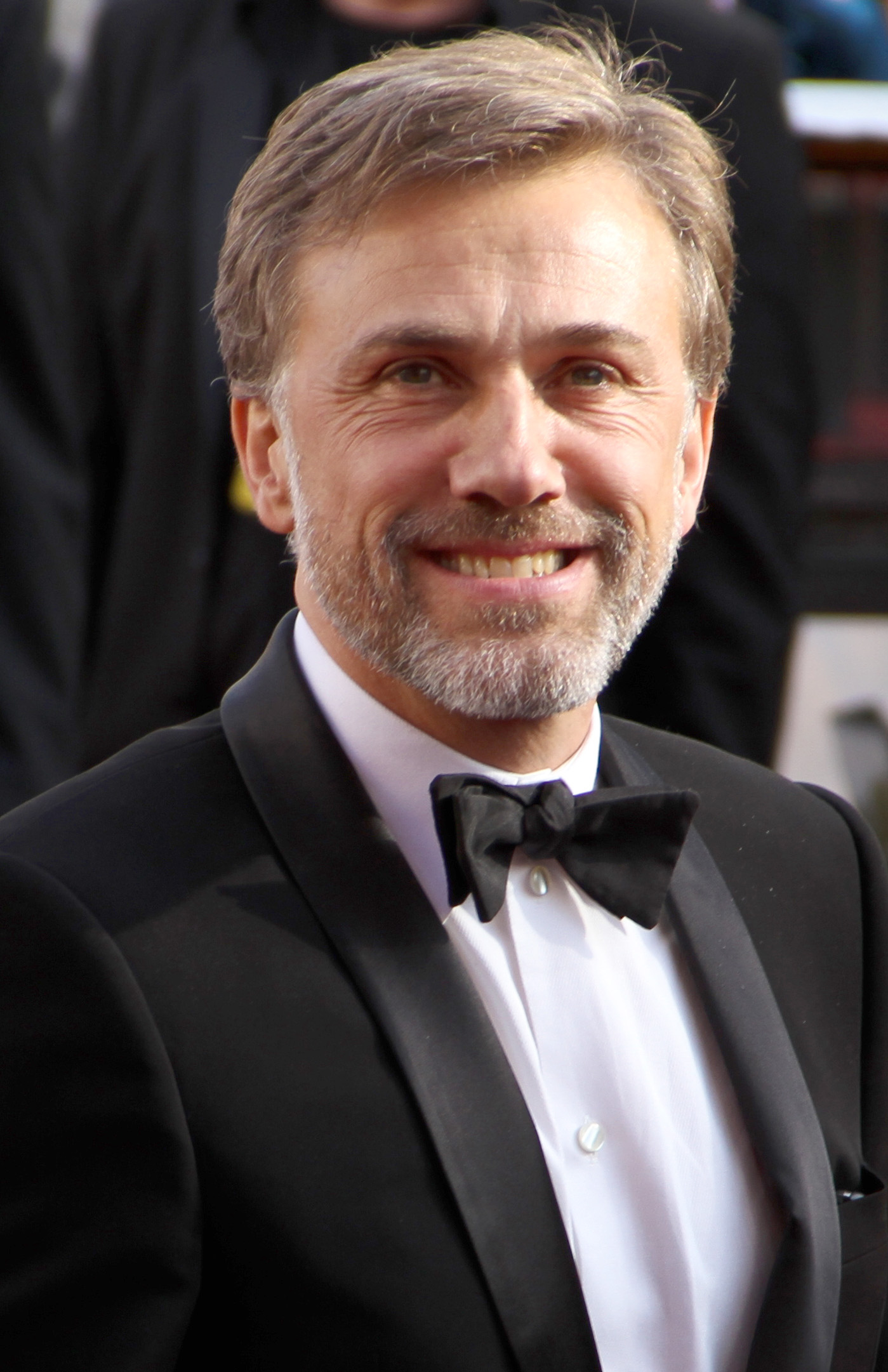
در سال ۲۰۱۰

پدر کریستوف والتس یک تبعه آلمانی بود که البته زمانی که در شهر وین بود والتس به دنیا آمد. وی به سرعت بعد از تولد والتس پروندهٔ وی برای دریافت ملیت آلمانی را تکمیل کرد. والتس هم‌اکنون دو ملیت آلمانی - اتریشی دارد ولی خودش پاسپورت آلمانی‌اش را قانونی‌تر می‌داند.

## گزیدهٔ نقش‌آفرینی‌ها

### سینما
| سال  | عنوان                              | نقش                   | توضیحات بیشتر |
| ---- | ---------------------------------- | --------------------- | --- |
| ۱۹۷۹ | عبور از مرز جهنم                   | بهیار                 | نامش در عنوان‌بندی فیلم نیامده |
| ۱۹۹۱ | زندگی برای زندگی: ماکسیمیلیان کُلبه | یان تیتس              | |
| ۱۹۹۷ | برادر الهی ما                      | ماکسیمیلیان گیریمسکی  | |
| ۲۰۰۰ | مجرم نجیب عادی                     | پیتر                  | |
| ۲۰۰۹ | حرامزاده‌های لعنتی                  | هانس لاندا            | برنده جایزه اسکار بهترین بازیگر نقش مکمل مرد برنده جایزه بفتا بهترین بازیگر نقش مکمل مرد برنده جایزه بهترین بازیگر مرد جشنواره فیلم کن برنده جایزه گلدن گلوب بهترین بازیگر نقش مکمل مرد |
| ۲۰۱۱ | زنبور سبز                          | بنجامین چادنفسکی      | |
| ۲۰۱۱ | آب برای فیل‌ها                      | آگوست رزنبلوس         | |
| ۲۰۱۱ | سه تفنگدار                         | کاردینال ریشلیو       | |
| ۲۰۱۱ | کشتار                              | آلان کوان             | |
| ۲۰۱۲ | جنگوی زنجیرگسسته                   | دکتر کینگ شولتز       | برنده جایزه اسکار بهترین بازیگر نقش مکمل مرد برنده جایزه بفتا بهترین بازیگر نقش مکمل مرد برنده جایزه گلدن گلوب بهترین بازیگر نقش مکمل مرد                                               |
| ۲۰۱۳ | حماسه                              | ماندریک               | |
| ۲۰۱۳ | قضیه صفر                           | کوهم لت               | |
| ۲۰۱۴ | ماپت‌ها: تحت تعقیب                  | خودش                  | |
| ۲۰۱۴ | رئیس‌های وحشتناک ۲                  | بورت هانسن            | |
| ۲۰۱۴ | چشمان بزرگ                         | والتر کین             | |
| ۲۰۱۵ | اسپکتر                             | ارنست استاورو بلوفلد  | |
| ۲۰۱۶ | افسانه تارزان                      | لئون رم               | |
| ۲۰۱۷ | تب لاله                            | کورنلیس سندوورت       | |
| ۲۰۱۷ | کوچک‌سازی                           | دوسان میرکویچ         | |
| ۲۰۱۹ | آلیتا: فرشته جنگ                   | دایسون ایدو           | |
| ۲۰۱۹ | جورج‌تاون                           | اولریش مات            | |
| ۲۰۱۹ | QT8: هشت نفر اول                   | خودش                  | |
| ۲۰۲۰ | جشنواره ریفکین                     | دث                    | |
| ۲۰۲۰ | خطرناک‌ترین بازی                    | مایلز سلرز            | |
| ۲۰۲۱ | گزارش فرانسوی                      | پل دووال              | |
| ۲۰۲۱ | زمانی برای مردن نیست               | ارنست استاورو بلوفلد  | |
| ۲۰۲۲ | پینوکیوی گیرمو دل تورو             | گربه نره و روباه مکار | |
| ۲۰۲۲ | مردن برای یک دلار                  | مکس بورلوند           | |
| ۲۰۲۳ | در قابل حمل                        | همفری ولز             | |

### تلویزیون
- پخش زنده شنبه شب (۲۰۱۳)
- کمیسر رکس (۱۹۹۶)
- کاترین کبیر (۱۹۹۵)
- یعقوب (۱۹۹۴)
- ناپلئون (۱۹۹۱)
- صحنه جرم (۱۹۸۷، ۲۰۰۶ و ۲۰۰۸)
- درک (۱۹۸۶ و ۱۹۸۸)
- روباه پیر (۱۹۸۶ و ۱۹۹۰)
- پرونده‌ای برای دو نفر (۱۹۸۵)